# Vladyslav Kulač
Vladyslav Ihorovyč Kulač (in ucraino Владислав Ігорович Кулач?; Donec'k, 7 maggio 1993) è un calciatore ucraino, attaccante del Vorskla.

## Caratteristiche tecniche
Seconda punta dalle ottime doti tecniche e di velocità, può essere impiegato come punta centrale o anche ala destra.

## Carriera

### Club
Si avvicina al mondo del calcio con l'Olimpik Donec'k restando fino al 2009 anno del suo passaggio all'altra squadra di Donec'k il più blasonato Šachtar, che lo inserisce nel proprio settore giovanile. Dal 2010 al 2013 ha fatto parte della squadra riserve segnando 5 reti in 17 presenze, dalla stagione 2013-14 viene prestato al Mariupol' restando fino al gennaio 2015 dove rientrato alla base viene mandato subito in prestito fino al termine della stagione al Metalurh Zaporižžja dove scende in campo in 9 occasioni senza mai andare a segno, deludendo le aspettative. La stagione successiva viene girato in prestito allo Stal' Kam"jans'ke ben figurando con 15 presenze e 5 reti, a gennaio 2016 convinti dalle buone prestazioni fornite passa ancora in prestito all'Eskişehirspor club della massima serie turca. Viene utilizzato come terzo attaccante entrando spesso a partita iniziata e terminando la stagione con sole 4 presenze e zero reti. L'annata seguente tornato nuovamente allo Šachtar viene mandato ancora una volta in prestito allo Zorja con cui ha modo di esordire in Europa League terminando la stagione con 2 reti in 14 presenze contribuendo così a centrare un sorprendente terzo posto in classifica. Per il campionato 2017-18 va in prestito al Vorskla diventando in poco tempo un punto fermo dell'attacco del mister Vasyl' Sačko. Chiude la prima stagione con 6 reti in 22 presenze migliorando il proprio score realizzativo fermo a 5 nel'annata 2015-16, aiutando il resto della squadra a raggiungere il terzo posto in campionato (secondo risultato migliore di sempre della squadra di Poltava) dando così il diritto di giocare i preliminari di Europa League dell'annata seguente. La stagione inizia bene con 4 reti in 14 presenze, ma un infortunio lo costringe a chiudere anzi tempo la stagione. Rientrato allo Šachtar per permettergli una guarigione più accelerata il 12 febbraio 2019 viene mandato in prestito all'Oleksandrija sempre nel massimo campionato ucraino, ma la serietà dell'infortunio non lo farà mai scendere in campo o sedere in panchina per qualche convocazione, restando indisponibile fino al resto della stagione. Il campionato 2019-20 inizia con il prestito agli ungheresi dell'Honvéd, facendo il suo esordio già il 17 luglio in occasione del terzo turno preliminare di Europa League contro lo Zalgiris Vilnius, partendo titolare per poi uscire al 70' minuto sostituito da Amadou Moutari. In campionato esordisce già alla prima giornata contro il Diosgyor, mentre per i primi gol bisogna aspettare il 21 settembre 2019 nella vittoria esterna per 7-1 avvenuta ai danni del Dunaharaszti in Coppa d'Ungheria dove segna una doppietta. Successivamente durante una seduta di allenamento riporta una lesione del crociato che lo costringere a chiudere anzitempo la sua stagione, impossibilitato a scendere in campo a gennaio 2020 viene rimandato allo Šachtar. Successivamente viene acquistato a titolo definitivo dal Vorskla già sua ex squadra dove aveva ben figurata nella stagione 2017-18 ed in quella successiva, firmando un contratto di un anno e mezzo indossando la maglia numero dieci. Esordisce il 20 febbraio nella sconfitta contro la Dinamo Kiev restando in campo per tutti i 90 minuti venendo anche ammonito, trova la rete il 7 marzo nella vittoria giunta proprio grazie alla sua rete contro l'Olimpik Donec'k suo club d'infanzia.

### Nazionale
Inizia la trafila con la nazionale dell'Ucraina nel 2009 giocando 3 incontri con l'Under-17, dal 2010 fino al 2012 ha fatto parte dell'Under-18, alternandosi con l'Under-19 dove segna 4 reti in 16 presenze. Dal 2013 al 2014 è stato chiamato con l'Under-21 dove prende parte ad alcune partite di qualificazione per l'europeo di categoria, mettendo assieme 6 presenze e 2 reti. Nell'ottobre del 2018 viene convocato dal ct Andrij Ševčenko con la nazionale maggiore per la partita interna della neonata UEFA Nations League contro la Repubblica Ceca restando però in panchina per tutta la durata del match.

## Statistiche

### Presenze e reti nei club
Statistiche aggiornate all'8 febbraio 2022.
| Stagione           | Squadra             | Campionato         | Campionato | Campionato | Coppe nazionali | Coppe nazionali | Coppe nazionali | Coppe continentali | Coppe continentali | Coppe continentali | Altre coppe | Altre coppe | Altre coppe | Totale | Totale |
| Stagione           | Squadra             | Comp               | Pres       | Reti       | Comp            | Pres            | Reti            | Comp               | Pres               | Reti               | Comp        | Pres        | Reti        | Pres   | Reti   |
| ------------------ | ------------------- | ------------------ | ---------- | ---------- | --------------- | --------------- | --------------- | ------------------ | ------------------ | ------------------ | ----------- | ----------- | ----------- | ------ | ------ |
| 2010-2011          | Šachtar-3           | DL                 | 1          | 0          | -               | -               | -               | -                  | -                  | -                  | -           | -           | -           | 1      | 0      |
| 2011-2012          | Šachtar-3           | DL                 | 6          | 0          | -               | -               | -               | -                  | -                  | -                  | -           | -           | -           | 6      | 0      |
| 2012-2013          | Šachtar-3           | DL                 | 10         | 5          | -               | -               | -               | -                  | -                  | -                  | -           | -           | -           | 38     | 7      |
| Totale Šachtar-3   | Totale Šachtar-3    | Totale Šachtar-3   | 17         | 5          |                 | -               | -               |                    | -                  | -                  |             | -           | -           | 17     | 5      |
| 2013-2014          | Illičivec'          | PL                 | 24         | 3          | KU              | 1               | 0               | -                  | -                  | -                  | -           | -           | -           | 25     | 3      |
| 2014-gen. 2015     | Illičivec'          | PL                 | 12         | 2          | KU              | 1               | 1               | -                  | -                  | -                  | -           | -           | -           | 13     | 2      |
| Totale Illičivec'  | Totale Illičivec'   | Totale Illičivec'  | 36         | 5          |                 | 2               | 1               |                    | -                  | -                  |             | -           | -           | 38     | 6      |
| gen.-giu. 2015     | Metalurh Zaporižžja | PL                 | 9          | 0          | KU              | -               | -               | -                  | -                  | -                  | -           | -           | -           | 9      | 0      |
| 2015-gen. 2016     | Stal' Kam"jans'ke   | PL                 | 15         | 5          | KU              | 3               | 1               | -                  | -                  | -                  | -           | -           | -           | 18     | 6      |
| gen.-giu. 2016     | Eskişehirspor       | SL                 | 4          | 0          | TK              | 2               | 0               | -                  | -                  | -                  | -           | -           | -           | 6      | 0      |
| 2016-2017          | Zorja               | PL                 | 14         | 2          | KU              | 0               | 0               | UEL                | 4                  | 0                  | -           | -           | -           | 18     | 2      |
| 2017-2018          | Vorskla             | PL                 | 22         | 6          | CU              | 3               | 2               | -                  | -                  | -                  | -           | -           | -           | 25     | 8      |
| 2018-feb. 2019     | Vorskla             | PL                 | 14         | 4          | KU              | 0               | 0               | UEL                | 5                  | 2                  | -           | -           | -           | 19     | 6      |
| feb.-giu. 2019     | Oleksandrija        | PL                 | 0          | 0          | KU              | -               | -               | -                  | -                  | -                  | -           | -           | -           | 0      | 0      |
| 2019-gen. 2020     | Honvéd              | NBI                | 3          | 0          | MK              | 1               | 2               | UEL                | 3                  | 0                  | -           | -           | -           | 7      | 2      |
| gen.-giu. 2020     | Vorskla             | PL                 | 9          | 2          | KU              | 3               | 0               | -                  | -                  | -                  | -           | -           | -           | 12     | 2      |
| 2020-2021          | Vorskla             | PL                 | 21         | 15         | KU              | 1               | 2               | -                  | -                  | -                  | -           | -           | -           | 22     | 17     |
| Totale Vorskla     | Totale Vorskla      | Totale Vorskla     | 66         | 27         |                 | 7               | 4               |                    | 5                  | 2                  |             | -           | -           | 78     | 33     |
| 2021-2022          | Dinamo Kiev         | PL                 | 5          | 1          | KU              | 0               | 0               | UCL                | 0                  | 0                  | SU          | 0           | 0           | 5      | 1      |
| 2022-2023          | Dinamo Kiev         | PL                 | 0          | 0          | -               | -               | -               | UCL                | 0                  | 0                  | SU          | 0           | 0           | 0      | 0      |
| Totale Dinamo Kiev | Totale Dinamo Kiev  | Totale Dinamo Kiev | 5          | 1          |                 | 0               | 0               |                    | 0                  | 0                  |             | 0           | 0           | 5      | 1      |
| Totale carriera    | Totale carriera     | Totale carriera    | 169        | 45         |                 | 15              | 8               |                    | 12                 | 2                  |             | -           | -           | 196    | 55     |